# Слоан (Нью-Йорк)
Слоан (англ. Sloan) — селище (англ. village) в США, в окрузі Ері штату Нью-Йорк. Населення — 3775 осіб (2020).

## Географія
Слоан розташований за координатами 42°53′32″ пн. ш. 78°47′30″ зх. д. / 42.89222° пн. ш. 78.79167° зх. д. (42.892231, -78.791537).  За даними Бюро перепису населення США в 2010 році селище мало площу 2,05 км², з яких 2,04 км² — суходіл та 0,02 км² — водойми.

## Демографія
Згідно з переписом 2010 року, у селищі мешкала 3661 особа в 1674 домогосподарствах у складі 936 родин. Густота населення становила 1784 особи/км².  Було 1811 помешкання (883/км²).
Расовий склад населення:
| - 95,8 % — білих - 1,4 % — чорних або афроамериканців - 0,5 % — азіатів - 0,4 % — корінних американців |

До двох чи більше рас належало 1,6 %. Частка іспаномовних становила 2,1 % від усіх жителів.
За віковим діапазоном населення розподілялося таким чином: 19,7 % — особи молодші 18 років, 62,3 % — особи у віці 18—64 років, 18,0 % — особи у віці 65 років та старші. Медіана віку мешканця становила 42,2 року. На 100 осіб жіночої статі у селищі припадало 92,4 чоловіків;  на 100 жінок у віці від 18 років та старших — 88,6 чоловіків також старших 18 років.
Середній дохід на одне домашнє господарство  становив 50 280 доларів США (медіана — 41 863), а середній дохід на одну сім'ю — 58 844 долари (медіана — 53 580). Медіана доходів становила 41 756 доларів для чоловіків та 31 857 доларів для жінок. За межею бідності перебувало 11,3 % осіб, у тому числі 23,6 % дітей у віці до 18 років та 11,6 % осіб у віці 65 років та старших.
Цивільне працевлаштоване населення становило 1892 особи. Основні галузі зайнятості: освіта, охорона здоров'я та соціальна допомога — 20,0 %, роздрібна торгівля — 15,8 %, транспорт — 9,5 %, мистецтво, розваги та відпочинок — 8,7 %.